# Winsham
Winsham – wieś w Anglii, w hrabstwie Somerset, w dystrykcie (unitary authority) Somerset. Leży 70 km na południe od miasta Bristol i 206 km na zachód od Londynu. W 2002 miejscowość liczyła 749 mieszkańców.